# 東マヨ・ケッビ州
東マヨ・ケッビ州（ひがしマヨ・ケッビしゅう、Mayo-Kebbi Est Region）は、チャドの州。東マヨケビ州とも書かれる。チャドの22ある州のうちのひとつである。州都はボンゴル。ロゴーヌ川中流域に位置する。

## 下位行政区画
ケッビア県、マヨ・レミエ県、マヨ・ボネイ県、モン・ディリ県の4県に分かれている。

## 経済
東マヨ・ケッビ州はチャドでもっとも農作物の生産量が高い州のひとつであり、チャドにおける穀倉地帯となっている。最も生産されているものはソルガムで、稲とトウジンビエがそれに続く。綿花や落花生といった換金作物も栽培されている。降水量は年800mm程度である。第2次世界大戦中より、当時この地を植民地支配していたフランスの手によって持ち込まれた氾濫原を利用した稲作が盛んに行われている。